# Krymka

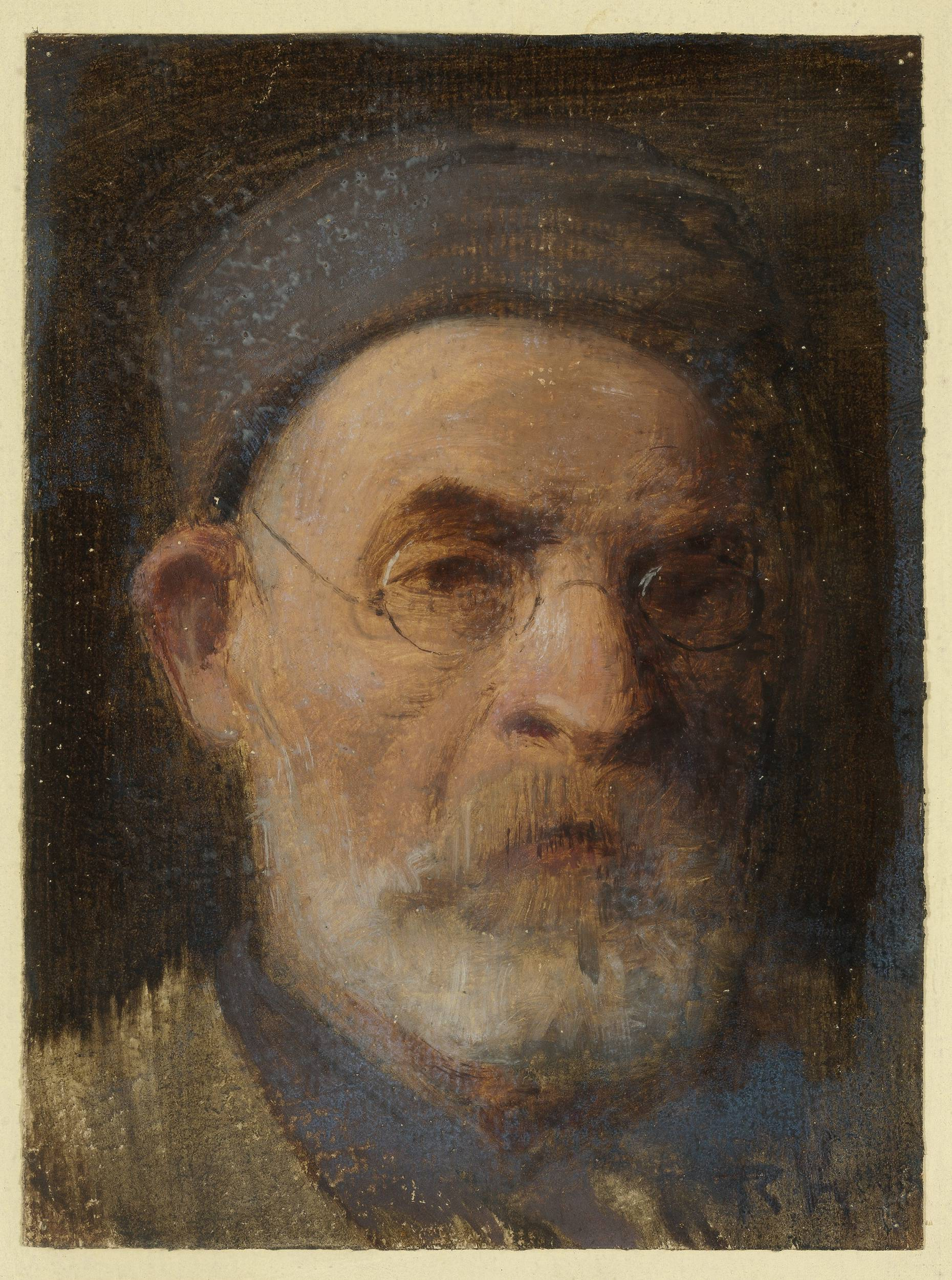
Mężczyzna w krymce (mal. Roman Kochanowski)

Krymka – ściśle przylegająca do głowy czapka bez daszka, noszona przez Tatarów krymskich, Żydów starozakonnych i ludy Azji Środkowej w czasach nowożytnych i współczesnych (także czapka z baranów krymskich). 
W Polsce rozpowszechniła się w XVI wieku. Może być uszyta z alpaki, kamlotu, jedwabiu, rzadziej z haftowanego aksamitu (tiubietiejka). Jest to czapka z wysokim kolistym obramieniem i płaskim wierzchem, najczęściej ozdobiona haftem.